# Volo SAETA 232
Il 15 agosto 1976 il volo SAETA 232, in rotta da Quito a Cuenca, in Ecuador, fu dichiarato scomparso lungo il tragitto. Più di 26 anni dopo alcuni alpinisti ecuadoriani scoprirono per caso i resti dell'aereo sul fianco orientale del Monte Chimborazo a un'altitudine di circa 5.400 metri.

## Il volo
Il Vickers Viscount 785D operato da SAETA trasportava 55 passeggeri e 4 membri dell'equipaggio, ed era diretto da Quito alla città costiera di Cuenca, circa 300 km più a sud. Il tempo stimato per percorrere la rotta era di circa un'ora. Il Viscount decollò dall'Aeroporto Internazionale Mariscal Sucre di Quito alle 8:06 ora locale con un leggero ritardo dovuto alle condizioni meteorologiche. I piloti avevano ricevuto l'autorizzazione a salire a 5490 metri MSL (18.000 piedi) e inizialmente girarono in cerchio durante la salita per guadagnare un'altitudine sufficiente a sorvolare le Ande. Il velivolo poté quindi proseguire lungo la rotta sud-ovest in direzione di Cuenca volando nell'area della zona di controllo di Ambato. Il controllore del traffico aereo ricevette un messaggio dai piloti 21 minuti dopo il decollo, dove segnalavano di aver raggiunto l'altitudine approvata di 18.000 piedi. Il messaggio radio non conteneva alcuna indicazione di un problema esistente e fu l'ultimo contatto con l'apparecchio.

## Le ricerche
Le ricerche sulla possibile area dell'incidente non produssero risultati. Già all'epoca ipotizzarono un incidente a metà percorso sullo stratovulcano Chimborazo, anche se alcuni considerarono un dirottamento, a scopo di rapimento, da parte dei guerriglieri colombiani.
L'aereo è stato infine trovato a 5.310 metri (17.420 piedi) nell'ottobre 2002 da due membri del club alpinistico Nuevos Horizontes, Pablo Chiquiza e Flavio Armas, mentre esploravano un nuovo percorso verso la vetta del Chimborazo attraverso il ghiacciaio García Moreno. Tuttavia non lo segnalarono subito. La scoperta non è stata confermata fino al febbraio 2003, quando una squadra assunta dalla rete televisiva Teleamazonas salì sul vulcano per registrare un video del relitto trovando resti umani, giornali del giorno in cui l'aereo scomparve e le carte d'identità dei passeggeri noti. Il campo di detriti era rimasto probabilmente coperto da neve e ghiaccio per anni e si è potuto vederlo solo per lo scioglimento del ghiacciaio.